# Cortazzone
Cortazzone är en ort och kommun i provinsen Asti i regionen Piemonte i Italien. Kommunen hade 611 invånare (2018).